# 3-甲基-1-丁炔

戊炔的三种同分异构体

3-甲基-1-丁炔（英語：3-methyl-1-butyne，也称为异丙基乙炔，异戊炔），是一种链端炔烃，结构式(CH3)2CHC≡CH，同分异构体为1-戊炔和2-戊炔，常见的衍生物有3-溴-3-甲基-1-丁炔等。